# جیمز برچ (بازیکن فوتبال)
جیمز برچ (انگلیسی: James Birch؛ 1888 – ۱۹۴۰ (۵۱−۵۲ سال)) بازیکن فوتبال اهل بریتانیا بود.
از باشگاه‌هایی که در آن بازی کرده‌است می‌توان به باشگاه فوتبال کویینز پارک رنجرز، باشگاه فوتبال استون ویلا و باشگاه فوتبال برنتفورد اشاره کرد.